# Йоан Гріффідд
Йо́ан Грі́ффідд (валл. Ioan Gruffudd; [ˈjɔan ˈɡrɪfɪð] ( прослухати); нар. 6 жовтня 1973, Суїдкоїд) — валлійський актор театру, телебачення та кіно.

## Життєпис
Йоан Гріффідд народився 1973 року в селі Суїдкоїді (Уельс), але пізніше його родина переїхала до Кардіффа. Батьки Йоана — Петро і Джилліан Гріффідди — були вчителями середніх класів, а батько працював ще й директором школи. У Йоана також є молодший брат Алан і сестра Сиван.

### Кар'єра
Йоан дебютував у кіно в 13 років, зігравши в англійській мильній опері Люди з долини. Після загальної школи вступив до Королівської Академії драматичного мистецтва і закінчив її в 1995 році. В 1997 році зіграв Джона Грея в драматичному фільмі «Вайлд». Після закінчення зйомок Йоана запросили зніматися у фільмі Титанік, де він зіграв п'ятого помічника на кораблі Гарольда Лоу. Починаючи з 1998 року зберігає амплуа, набуте в блокбастері Джеймса Кемерона – втілює морського офіцера Гораціо Хорнблауера в серії телевізійних фільмів за романами С. С. Форестера. Ця роль залишається найбільш знаковою у кар'єрі Йоана Гріффідда. У 1999 році він зіграв головну роль у фільмі Соломон і Гейнор. Після цих фільмів чоловік здобув справжню популярність, і його почали запрошувати у різні проекти другої і навіть першої величини: 2000 рік – "102 далматинця", у 2001 році Йоан Гріффідд зіграв у сера Рідлі Скотта у "Падінні «Чорного яструба»". У 2002 році взяв участь в екранізації твору Джерома К. Джерома Джона Голсуорсі йменням "Сага про Форсайтів" (на телебаченні), а у 2004-му – в Антуана Фукуа у "Королі Артурі". У 2005 і в 2007 роках він утілив супергероя — Містера Фантастика в фільмах Фантастична Четвірка і Фантастична четвірка 2: Вторгнення Срібного серфера. У 2008 році актор зіграв колишнього прем'єр-міністра Великобританії Тоні Блера у фільмі Дабл ю та Еддісона у картині Світлячки в саду. Серед інших відомих робіт Йоана Гріффідда – втілення у фільмах 2011 року Санктум і Нестерпні боси, а наступні роки 2010-х, окрім 2015-го, він провів, здебільшого, на знімальних майданчиках стрічок, незнайомих українському глядачеві.
Станом на 2023 рік наш герой зайнятий у четвертому фільмі тетралогії "Погані хлопці".

### Особисте життя
У 2007 році Йоан Гріффідд одружився з акторкою Еліс Еванс. 6 вересня 2009-го у них народилася дочка, якій дали ім'я Елла Бетсі Джанет Гріффідд (англ. Ella Betsi Janet Gruffudd). 13 вересня 2013 року у пари народилась друга донька на ім'я Елсі Маріголд Еванс-Гріффідд.

## Фільмографія

### Кінофільми
| Рік  |   | Українська назва                                    | Оригінальна назва                          | Роль                              |
| ---- | - | --------------------------------------------------- | ------------------------------------------ | --------------------------------- |
| 2024 | ф | Погані хлопці: Все або нічого                       | Bad Boys: Ride or Die                      | Адам Локвуд                       |
| 2020 | ф | Агент Єва                                           | Ava                                        | Пітер                             |
| 2019 | ф | Геній і безумець                                    | The Professor and the Madman               | Генрі Бредлі                      |
| 2018 | ф |                                                     | Buttons                                    | Вільям Кінгслі                    |
| 2017 | ф |                                                     | Keep Watching                              | Карл Мітчел                       |
| 2015 | ф | Розлом Сан-Андреас                                  | San Andreas                                | Деніел Ріддік                     |
| 2014 | ф | Серце вщент                                         | Playing It Cool                            | Стаффі                            |
| 2013 | ф | Мерайя Мунді і скринька Мідаса                      | The Adventurer: The Curse of the Midas Box | Чарльз Мунді                      |
| 2011 | ф | Мій маленький ангел                                 | Foster                                     | Алек Морріс                       |
| 2011 | ф | Нестерпні боси                                      | Horrible Bosses                            | мокрушник                         |
| 2011 | ф | Санктум                                             | Sanctum                                    | Карл                              |
| 2010 | ф | Дитя                                                | The Kid                                    | Колін Сміт                        |
| 2008 | ф |                                                     | Agent Crush                                | агент Краш (голос)                |
| 2008 | ф | Дабл ю                                              | W.                                         | прем'єр-міністр Тоні Блер         |
| 2008 | ф | Таємниця Мунакра                                    | The Secret of Moonacre                     | Бенджамін та Рольф Меррівезер     |
| 2008 | ф | Світлячки в саду                                    | Fireflies in the Garden                    | Едісон                            |
| 2007 | ф | Історії США                                         | Stories USA                                | Саймон (розділ «Маленькі речі»)   |
| 2007 | ф | Фантастична Четвірка 2: Вторгнення Срібного серфера | Fantastic Four: Rise of the Silver Surfer  | Містер Фантастік / Рід Річардс    |
| 2006 | ф | Дивовижне добродійство                              | Amazing Grace                              | Вільям Вілберфорс                 |
| 2006 | ф | Телевізор                                           | The TV Set                                 | Річард Маккеллістер               |
| 2005 | ф | Фантастична четвірка                                | Fantastic Four                             | Рід Річардс                       |
| 2004 | ф | Король Артур                                        | King Arthur                                | Ланцелот                          |
| 2003 | ф | Життя цієї дівчини                                  | This Girl's Life                           | Деніел                            |
| 2002 | ф | Місто проклятих                                     | The Gathering                              | Ден Блейклі                       |
| 2002 | ф | Стрілки                                             | Shooters                                   | Фредді Ганз                       |
| 2001 | ф | Падіння «Чорного яструба»                           | Black Hawk Down                            | Білз                              |
| 2001 | ф |                                                     | Happy Now                                  | Макс Браккі                       |
| 2001 | ф | Та сама Ені-Мері                                    | Very Annie Mary                            | Гоб                               |
| 2001 | ф | Інше життя                                          | Another Life                               | Фредерік Едвард Френсіс Байвотерс |
| 2000 | ф | 102 далматинці                                      | 102 Dalmatians                             | Кевін Шепард                      |
| 1999 | ф | Соломон і Гейнор                                    | Solomon a Gaenor / Solomon & Gaenor        | Соломон Левінськи                 |
| 1997 | ф | Титанік                                             | Titanic                                    | п'ятий офіцер Лоув                |
| 1997 | ф | Вайлд                                               | Wilde                                      | Джон Грей                         |

### Телебачення
| Рік       |    | Українська назва                | Оригінальна назва                          | Роль                                  |
| --------- | -- | ------------------------------- | ------------------------------------------ | ------------------------------------- |
| 2018—2021 | с  | Герроу                          | Harrow                                     | доктор Деніел Герроу (головна роль)   |
| 2017—2019 | с  |                                 | Liar                                       | Ендрю Ерл'ем (7 епізодів)             |
| 2016      | с  | НеРеально                       | UnREAL                                     | Джон Бут (5 серій)                    |
| 2014—2015 | с  | Вічність                        | Forever                                    | Генрі Морган (22 епізоди)             |
| 2014      | тф |                                 | Under Milk Wood                            | Моґ Едвардс                           |
| 2013      | с  | Хор                             | Glee                                       | Паоло Сан-Пабло                       |
| 2013      | с  | Необхідна нерівність            | Necessary Roughness                        | Нолан Паверс                          |
| 2013      | с  | Касл                            | Castle                                     | Ерік Вон                              |
| 2013      | с  | Важкий понеділок                | Monday Mornings                            | доктор Стюарт Ділейні                 |
| 2011—2012 | с  | Двійник                         | Ringer                                     | Ендрю Мартін (22 епізоди)             |
| 2010      | с  | Бен 10: Інопланетна сила        | Ben 10: Alien Force                        | Девін Левін / робот-охоронець         |
| 2010      | с  | Бетмен: Відважний і сміливий    | Batman: The Brave and the Bold             | Армор / Червоний Раян                 |
| 2008      | тф |                                 | The Meant to Be's                          | Чоловік                               |
| 2005      | с  | Ліга справедливості: Необмежено | Justice League Unlimited                   | Містер Чудо / Скотт Фрі / комп'ютер   |
| 2004      | с  |                                 | Century City                               | Лукас Голд                            |
| 2003      | тф | Горнблавер: Обов'язок           | Hornblower: Duty                           | командер Гораціо Горнблавер           |
| 2003      | тф | Горнблавер: Відданість          | Hornblower: Loyalty                        | командер Гораціо Горнблавер           |
| 2002      | с  | Сага про Форсайтів              | The Forsyte Saga                           | Філліп Босінні                        |
| 2002      | тф | Чоловік і хлопчик               | Man and Boy                                | Гаррі Сільвер                         |
| 2001      | тф | Горнблавер: Відплата            | Hornblower: Retribution                    | лейтенант Гораціо Горнблавер          |
| 2001      | тф | Горнблавер: Заколот             | Hornblower: Mutiny                         | лейтенант Гораціо Горнблавер          |
| 1999      | тф | Воїни                           | Warriors                                   | лейтенант Джон Філі                   |
| 1999      | с  | Кохання у 21-му столітті        | Love in the 21st Century                   | Джек                                  |
| 1999      | тф | Великі сподівання               | Great Expectations                         | Піп                                   |
| 1999      | тф | Горнблавер: Жаби та омари       | Hornblower: The Frogs and the Lobsters     | лейтенант Гораціо Горнблавер          |
| 1999      | тф | Горнблавер: Герцогиня та диявол | Hornblower: The Duchess and the Devil      | молодший лейтенант Гораціо Горнблавер |
| 1998      | тф | Горнблавер: Іспит на лейтенанта | Hornblower: The Examination for Lieutenant | молодший лейтенант Гораціо Горнблавер |
| 1998      | тф | Горнблавер: Рівні шанси         | Hornblower: The Even Chance                | мічман Гораціо Горнблавер             |
| 1997      | с  |                                 | A Mind to Kill                             | Карл Стренджер                        |
| 1996      | тф | Полдарк                         | Poldark                                    | Джеремі Полдарк                       |
| 1996      | тф |                                 | A Relative Stranger                        | Нігель Фреймен                        |
| 1994      | с  | Мешканці долини                 | Pobol y Cwm / People of the Valley         | Герет Він Гарріс                      |

### Короткометражні та відеофільми
| Рік  |    | Українська назва | Оригінальна назва                                   | Роль                 |
| ---- | -- | ---------------- | --------------------------------------------------- | -------------------- |
| 2014 | в  |                  | Justice League: War                                 | Томас Морроу (голос) |
| 2013 | кф | Едді             | Eddie                                               | убивця               |
| 2011 | кф |                  | Tri Diwrnod Diwetha'                                | Голос (голос)        |
| 2007 | кф |                  | The Fantasticar: State of the Art (відео)           |                      |
| 2005 | кф |                  | The Little Things                                   | Саймон               |
| 2002 | в  |                  | Westlife: Unbreakable — The Greatest Hits, Volume 1 | важливий покупець    |
| 2001 | в  |                  | Westlife: Uptown Girl                               | важливий покупець    |

### Мультфільми і серіали
| Рік       |    | Українська назва    | Оригінальна назва | Роль                                                           |
| --------- | -- | ------------------- | ----------------- | -------------------------------------------------------------- |
| 2010—2012 | мс | Гріфіни             | Family Guy        | принц Чарльз / оповідач National Geographic / чоловік          |
| 2006—2010 | мс | Американський тато! | American Dad!     | брюнет / медик                                                 |
| 2003      | мф | Мабіногіон (див.)   | Y Mabinogi        | Бран Благословенний (Brân Fendigaidd), король гигантів (голос) |

### Комп'ютерні ігри
| Рік  |    | Українська назва | Оригінальна назва | Роль                |
| ---- | -- | ---------------- | ----------------- | ------------------- |
| 2012 | вг |                  | Diablo III        | некромант (голос)   |
| 2005 | вг |                  | Fantastic Four    | Рід Річардс (голос) |

### Театр
- 1995: Hedda Gabler
- 1995: Trouble Sleeping
- 1995: Декамерон
- 2001: The Play Wot I Wrote